# زابونيتا
زابونيتا (بالإيطالية: Zapponeta)‏ هي بلدية في مقاطعة فودجا في إقليم بوليا الإيطالي.

## السكان
في سنة 1861 بلغ عدد السكان 321 نسمة، وتطور العدد ليصل في سنة 2011 لـ 3٬326 نسمة.
يظهر هذا المخطط البياني تطور النمو السكاني لـ زابونيتا

## أعلام
- جيانا نانيني